# دوري كابادي للمحترفين
دوري كابادي للمحترفين هي دوري كابادي للمحترفين أنطلق في 2014.تم إلغاء الموسم الثامن في 2020 بسبب جائحة كورونا.
أنطلق أول نسخة في 2014 من قبل 8 فرق دفعوا ربع مليون دولار لكي يشاركوا في الدوري. حالياً يتكون الدوري من 12 فريق.